# Scytodes strandi
Scytodes strandi är en spindelart som beskrevs av Sergei Aleksandrovich Spassky 1941. Scytodes strandi ingår i släktet Scytodes och familjen spottspindlar. Inga underarter finns listade i Catalogue of Life.